# Vay

Localització de Vay

Vay  (en bretó Gwez) és un municipi francès, situat a la regió de país del Loira, al departament de Loira Atlàntic, que històricament va formar part de la Bretanya. L'any 2006 tenia 1.725 habitants. Limita amb Marsac-sur-Don, Le Gâvre, Blain, La Grigonnais i Nozay.

## Demografia
| 1962                                       | 1968 | 1975 | 1982 | 1990 | 1999 | 2006 |
| ------------------------------------------ | ---- | ---- | ---- | ---- | ---- | ---- |
| 1145                                       | 1219 | 1099 | 1119 | 1122 | 1228 | 1725 |
| Des de 1962: població sense dobles comptes |      |      |      |      |      |      |

## Administració
| Període | Identitat    | Partit |
| ------- | ------------ | ------ |
| 2001-   | Jean Blandin |        |

## Galeria d'imatges

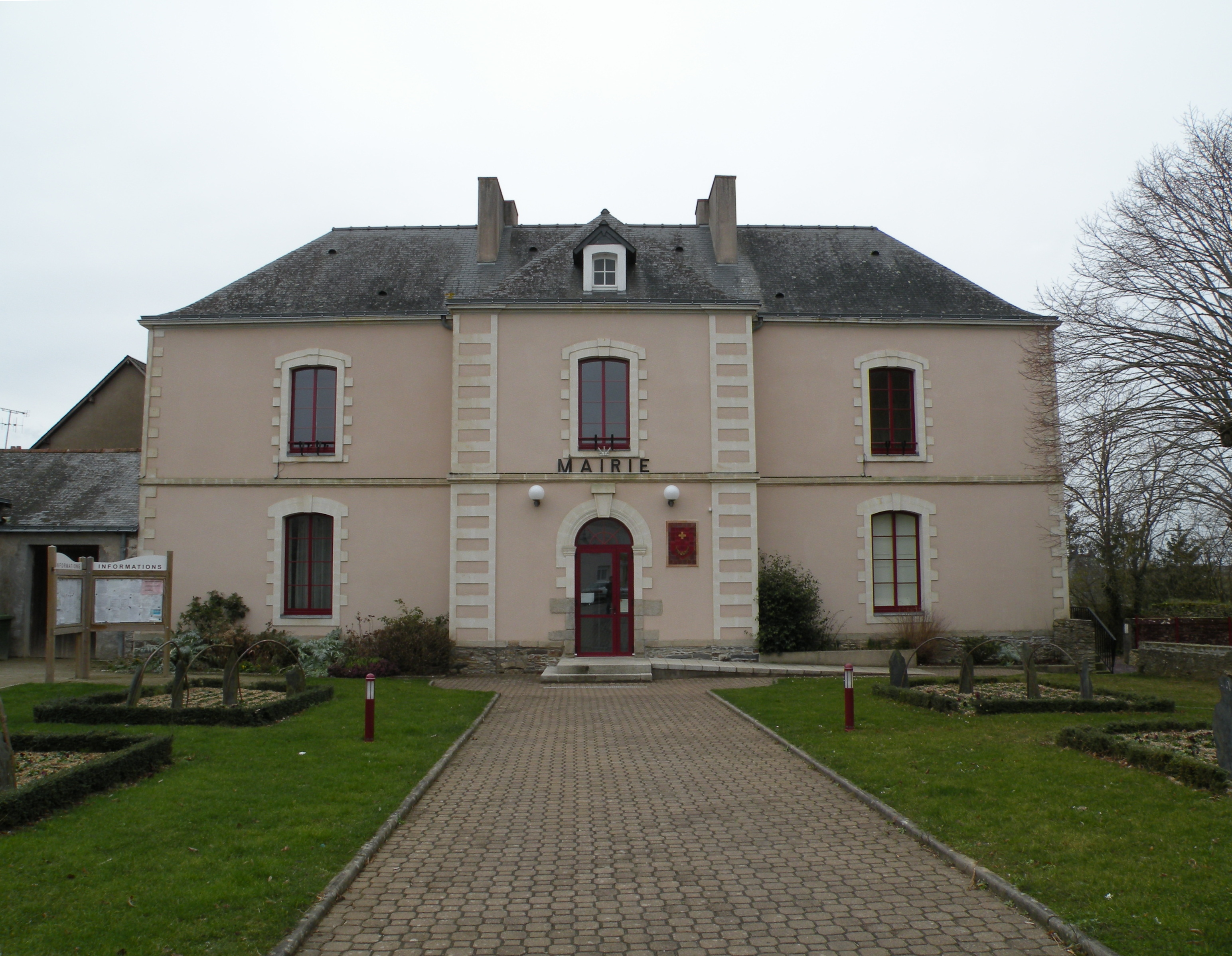
L'alcaldia
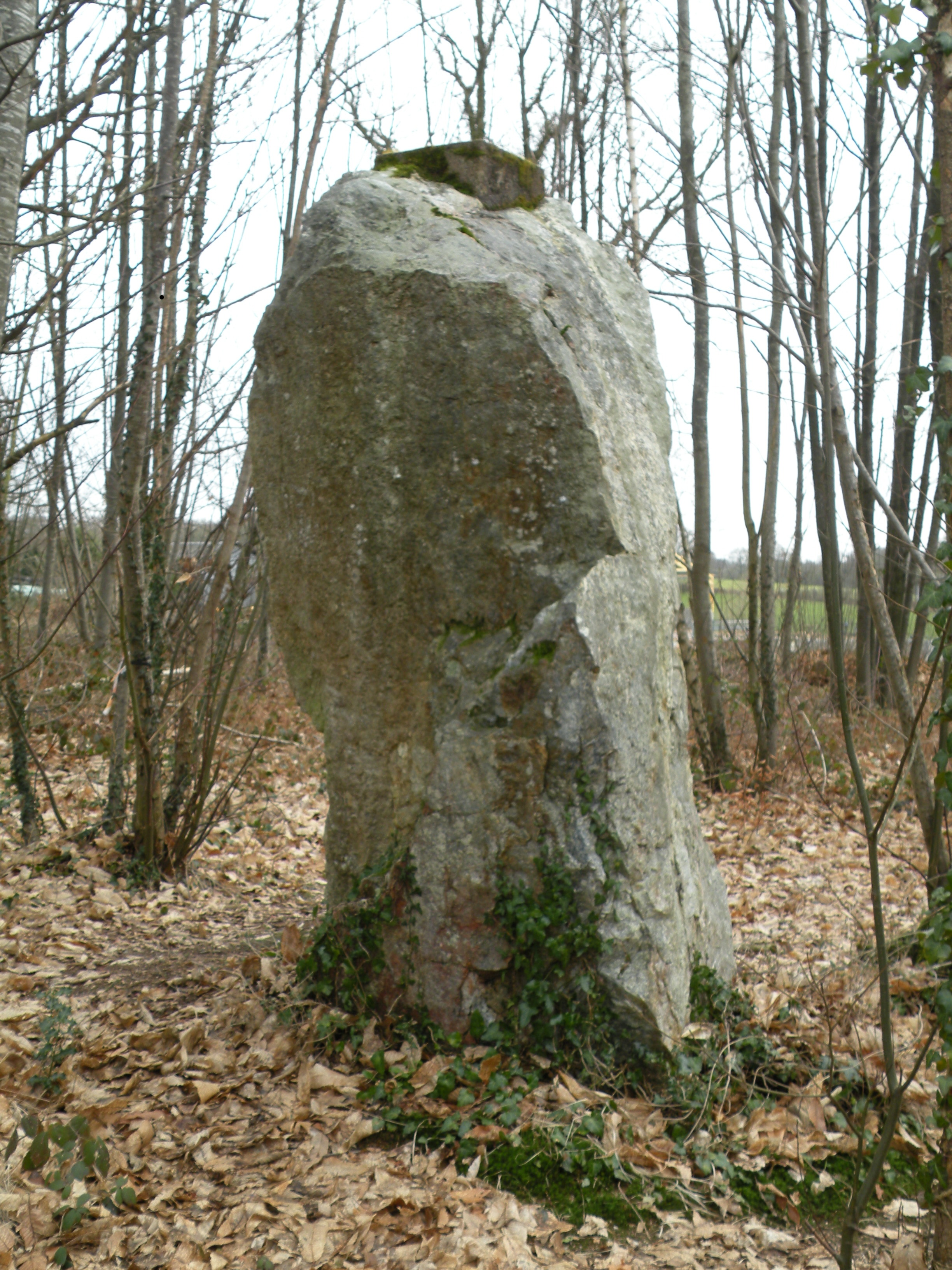
El menhir de la Drouetterie